# Красноярово (Шилкинский район)
Красноярово — село в Шилкинском районе Забайкальского края России. Входит в состав сельского поселения «Размахнинское».

## География
Село находится в западной части района, на левом берегу реки Ингоды, на расстоянии примерно 30 километров (по прямой) к юго-западу от города Шилки. Абсолютная высота — 523 метра над уровнем моря.
Климат
Климат характеризуется как резко континентальный, с продолжительной холодной зимой и коротким тёплым летом. Среднегодовая температура воздуха составляет −2,7 — −1,6 °С. Средняя многолетняя температура самого холодного месяца (января) составляет −29 — −25 °С (абсолютный минимум — −51 °С), температура самого тёплого (июля) — 18 — 20 °С (абсолютный максимум — 40 °С). Среднегодовое количество осадков — 350 мм. Продолжительность безморозного периода составляет 110 дней.
Часовой пояс
Село Красноярово находится в часовой зоне МСК+6. Смещение применяемого времени относительно UTC составляет +9:00.

## История
Впервые упоминается в 1735 году как деревня Воровская падь. В период коллективизации была организована сельскохозяйственная артель «Новая жизнь» (позднее — одноимённый колхоз).

## Население
| 2010 | 2021 |
| ---- | ---- |
| 248  | ↘215 |

Половой состав
По данным Всероссийской переписи населения 2010 года в гендерной структуре населения мужчины составляли 55,2 %, женщины — соответственно 44,8 %.
Национальный состав
Согласно результатам переписи 2002 года, в национальной структуре населения русские составляли 92 % из 320 чел.

## Инфраструктура
Функционируют начальная школа, Дом культуры, библиотека и фельдшерско-акушерский пункт.